# United Airlines-vlucht 175
United Airlines vlucht 175 was een lijnvlucht van Logan International Airport in East Boston, Massachusetts naar Los Angeles International Airport (LAX) in Los Angeles, Californië. Op 11 september 2001 werd de United Airlines Boeing 767-222, met vliegtuigregistratie N612UA, gekaapt en vloog opzettelijk in de South Tower van het World Trade Center in New York. Zestien minuten eerder was reeds een ander gekaapt toestel, American Airlines-vlucht 11, in de North Tower gevlogen. Hierdoor waren de media reeds aanwezig toen UA 175 insloeg. De aanslag kon hierdoor wereldwijd live via televisie gezien worden.

## De vlucht
Vlucht 175 had volgens schema moeten vertrekken om 8.00 uur plaatselijke tijd, het vliegtuig verliet gate 26 om 7.59 uur. Ten gevolge van de gewone ochtenddrukte steeg de vlucht op om 8.14 uur.  
De gezagvoerder was Victor Saracini. De eerste officier was Michael Horrocks. Om 8.37:08 uur vroeg de luchtverkeersleiding of UA175 visueel contact had met American Airlines-vlucht 11 (AA11). Het antwoord was bevestigend. De luchtverkeersleiding vroeg om uit de buurt te blijven omdat men toen reeds wist dat AA11 gekaapt was. Ongeveer 7 minuten later werd ook UA175 gekaapt.

## De kaping

De vluchtroute

De kapers vertelden dat zij een bom hadden, maar het is nooit bewezen dat dat waar was. Ze bedreigden de bemanning met messen. Om 8.41 uur hoorden de piloten het bevel "stay in your seats" (blijf op uw plaats) en meldden dat aan de vluchtleiding. Om 8.47 uur kreeg de vluchtleiding de eerste aanwijzingen dat het vliegtuig gekaapt was. De code van de transponder werd tweemaal gewijzigd maar de transponder werd niet uitgeschakeld. Dit liet ATC toe het vliegtuig te volgen en vluchtgegevens te verzamelen (onder andere de vlieghoogte). Binnen vijf minuten was er geen twijfel meer over dat het om een noodgeval ging omdat het vliegtuig plots van richting veranderde en niet antwoordde. Ondanks dat een van de passagiers zijn moeder belde en haar vertelde dat zij er over dachten de cockpit te bestormen, is dat toch niet doorgegaan.
Om 8.58 uur vloog het toestel richting New York en boven New Jersey werd een daling ingezet vanaf 28.500 voet. Vanaf het ogenblik dat al-Shehhi de bocht naar het centrum van New York afrondde (omstreeks 8.58 uur) tot het ogenblik van inslag (9.02:40 uur) maakte het vliegtuig een duik van meer dan 24.000 voet in 4 minuten en 40 seconden. De gemiddelde daling was 5000 voet per minuut. De vluchtleider van New York Center, Dave Bottiglia, en collega's vertelden dat zij de hoogte aftelden en vlak voor het einde bedroeg de daling 10.000 voet per minuut. Dat is ongelooflijk snel voor een commercieel toestel.

## De kapers
De kapers waren:
|                               |                      |                                |                               |                               |
| Marwan al-Shehhi (piloot) VAE | Fayez Banihammad VAE | Mohand al-Shehri Saoedi-Arabië | Hamza al-Ghamdi Saoedi-Arabië | Ahmed al-Ghamdi Saoedi-Arabië |

## Bijna-botsing
Delta Airlines vlucht 2315 was een vlucht van Hartford, Connecticut naar Tampa, Florida. Het gekaapte vliegtuig naderde Delta Airlines tot op 60 meter. De vluchtleider beval de piloot van Delta Airlines uit te wijken.

## Telefoongesprekken
Drie passagiers, Pete Hanson, Brian David en Garnet Bailey telefoneerden vanuit het vliegtuig via de telefoons die in de stoelen zijn geïnstalleerd. Een steward belde ook enkele keren.
Om 8.52 uur belde Pete Hanson zijn vader, Lee Hanson in Easton, Connecticut en vertelde hem over de kaping. Pete reisde met zijn vrouw Sue en hun 2 1/2 jaar oude dochter Christine. Hij zei dat de kapers de cockpit overmand hadden, een steward verwond hadden en dat er voorin waarschijnlijk iemand gedood was. Hij zei verder ook nog dat het vliegtuig eigenaardig vloog.
Steward Robert Fangman belde een kantoor van United Airlines in San Francisco en sprak met Marc Policastro. Tegen hem vertelde Robert dat beide piloten gedood waren, dat een andere steward gestoken was en dat de kapers het vliegtuig bestuurden. Het gesprek werd na één minuut en 15 seconden afgebroken.
Om 8.58 uur trachtte Brian David Sweeny zijn vrouw Julie te bereiken maar sprak een bericht in. Om 9 uur belde hij zijn ouders en sprak met zijn moeder Louise. Hij vertelde haar dat zij van plan waren de cockpit te bestormen en de besturing over te nemen.
Pete Hanson belde zijn vader een tweede keer om 9 uur. "Het ziet er slecht uit" zei hij. "Een stewardess is gestoken. Zij hebben messen en wapenstokken. Zij beweren een bom te hebben. De passagiers zijn ziek en geven over. Het vliegtuig beweegt heen en weer. Ik denk dat niet de piloot het vliegtuig bestuurt. Ik vrees dat we zullen neerstorten. Ik vermoed dat ze naar Chicago of ergens anders naartoe willen vliegen en dan in een wolkenkrabber vliegen. Maak je geen zorgen vader. Als het gebeurt, gebeurt het snel. O mijn God, o mijn God, o mijn God". Terwijl het gesprek abrupt werd onderbroken hoorde Pete's vader een vrouw roepen.

## De crash

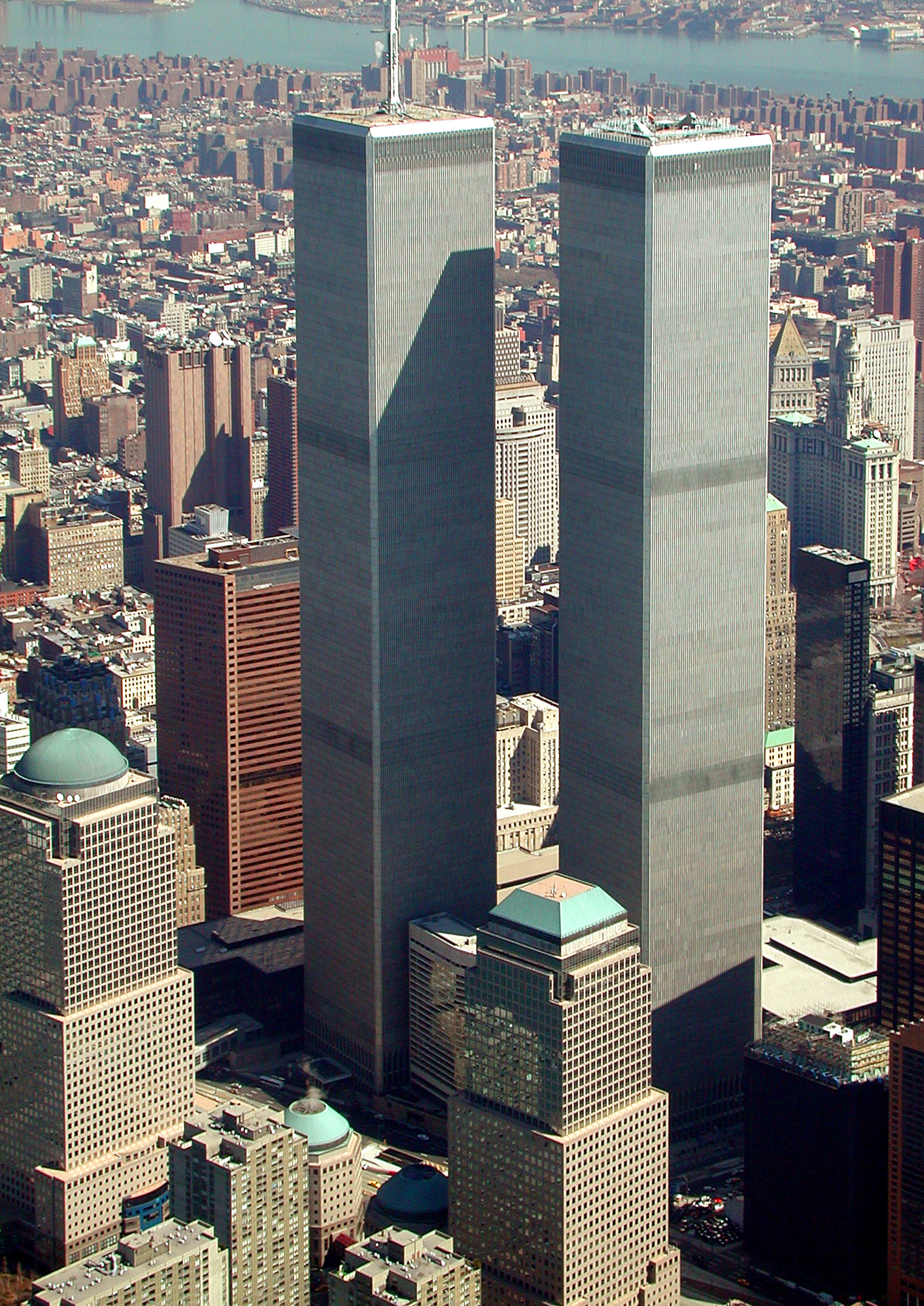
Het doelwit van deze vlucht was de South Tower (zonder antenne) van het World Trade Center

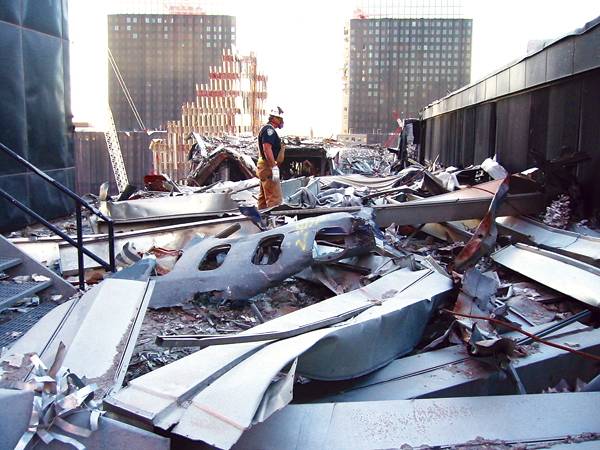
Brokstukken na de crash

Om 9.03 uur (15.03 uur Nederlandse tijd) crashte vlucht 175 in de zuidelijke flank van de South Tower van het World Trade Center. De snelheid van het toestel op dat ogenblik bedroeg ongeveer 877 km/h. Het sloeg in tussen de 77ste en 85ste verdieping en had toen ongeveer 45.500 liter kerosine aan boord.
Er waren 56 passagiers (inclusief de kapers) aan boord en 9 bemanningsleden. Iedereen kwam om het leven. Ongeveer 600 personen die zich op de plaats van de inslag bevonden stierven onmiddellijk. Honderden anderen kwamen om door het vuur of doordat ze gevangen zaten boven de vlammen. Een groep mensen vluchtte naar het dak, maar de helikopters konden daar niet landen vanwege de rook.
Volgens ooggetuigen en videobeelden maakte het vliegtuig een bocht naar links. Anders zou het de toren gemist hebben of hoogstens met de linkervleugel het gebouw geraakt hebben. De mensen die links in het vliegtuig zaten moeten vlak voor de inslag het gebouw gezien hebben terwijl de andere toren in brand stond. De inslag werd van verschillende locaties gefilmd en eindeloos herhaald op de televisie in de weken daarna. De duidelijkste beelden werden gemaakt vanuit Battery Park door Carmen Taylor (nog steeds fotograaf) en Michael Hezarkhani, wiens video als eerste werd uitgezonden op CNN.
Wrakstukken van het vliegtuig werden rond de toren gevonden. Een landingsgestel lag op het dak van een gebouw op de hoek van West Broadway en Park Lane. Een motor werd gevonden in de Church & Murray Street en een gedeelte van de romp viel op gebouw nummer 5 van het WTC.
In tegenstelling tot de noordelijke toren breidde het vuur zich niet verder uit dan de plaats van de inslag. Dit werd bevestigd door de brandweer die de plaats van inslag kon bereiken en slechts melding maakte van twee vuurhaarden.

## Evacuatie
De evacuatie werd reeds gestart bij de inslag in de North Tower. Doordat de liften nog werkten verliep deze evacuatie veel efficiënter. Nochtans zijn er nodeloze slachtoffers gevallen omdat via het omroepsysteem aangekondigd werd dat het gebouw veilig was en dat iedereen naar zijn werkplek terug kon keren.
Ondanks de klap was er nog één trap bruikbaar die voorbij de plaats van inslag liep. Zo zijn er minstens achttien mensen uit de bovenste dertig verdiepingen in veiligheid gebracht. Tweehonderd wisten die uitgang niet te vinden en renden naar het dak. Daar waren de uitgangsdeuren echter gesloten. Een redding via het dak zat er niet in wegens de enorme hitte en rookontwikkeling.

## De instorting
Om 9.59 uur begon de top over te hellen naar het zuidoosten (het vliegtuig had het gebouw ook meer in de rechterhoek geraakt). Het was duidelijk de plaats van inslag die het begaf, omdat daar op dat ogenblik de eerste stofwolken zich ontwikkelden. Na 2,5 seconden begon de top te dalen en verdween in een enorme stofwolk. Ten slotte stortte het complete gebouw in elkaar.